# تپه چیا بساط
تپه چیا بساط مربوط به دوره اشکانیان - دوره ساسانیان است و در شهرستان کوهدشت، بخش کونانی، دهستان کونانی، داخل بافت مسکونی روستای حیدر خانی واقع شده و این اثر در تاریخ ۲۸ اسفند ۱۳۸۵ با شمارهٔ ثبت ۱۸۵۲۱ به‌عنوان یکی از آثار ملی ایران به ثبت رسیده است.